# Bouville, Essonne
Bouville är en kommun i departementet Essonne i regionen Île-de-France i norra Frankrike. Kommunen ligger i kantonen Étampes som tillhör arrondissementet Étampes. År 2022 hade Bouville 658 invånare.

## Befolkningsutveckling
Antalet invånare i kommunen Bouville
| Referens: INSEE |